# 猛き黄金の国 -士魂商才!岩崎彌太郎の青春-
『猛き黄金の国 -士魂商才!岩崎弥太郎の青春-』（たけきおうごんのくに しこんしょうさい いわさきやたろうのせいしゅん）は、宝塚歌劇団のミュージカル作品。雪組公演。形式名は「宝塚幕末ロマン」、22場。
原作は本宮ひろ志の漫画『猛き黄金の国』、脚本・演出は石田昌也。併演作品は『パッサージュ -硝子の空の記憶-』。
東京では奏乃はるとが休演した。

## 公演期間と公演場所
- 2001年2月23日 - 4月2日（新人公演：3月13日）　宝塚大劇場[1]
- 2001年5月11日 - 6月24日（新人公演：5月22日）　東京宝塚劇場[2]

## スタッフ
※氏名の後ろに「宝塚」「東京」の文字がなければ両劇場共通。
- 作曲・編曲：西村耕次
- 編曲：小高根凡平
- 音楽指揮：岡田良機（宝塚）、大谷木靖（東京）
- 振付：花柳芳次郎/藍エリナ
- 殺陣：菅原俊夫
- 装置：石濱日出雄/関谷敏昭
- 衣装：有村淳
- 照明：安藤俊雄
- 音響：加門清邦
- 小道具：伊集院撤也
- 効果：宮廻みさよ
- 演出助手：齋藤吉正
- 振付助手：朝みち子
- 装置補：広森守
- 衣装助手：川崎千絵
- 小道具補：石橋清利
- 舞台進行：恵見和弘（宝塚）、表原渉（東京）
- 資料協力：三菱史料館
- 舞台美術製作：株式会社宝塚舞台
- 演奏：宝塚歌劇オーケストラ（宝塚）
- 演奏コーディネート：株式会社内藤音楽事務所（東京）
- 衣装生地提供：日東紡績株式会社
- 制作：村上信夫
- 演出担当（新人公演）：齋藤吉正

## 特別出演
※氏名の後ろの「（）」は2001年当時の所属組。
- 萬あきら（専科）[1]
- 絵麻緒ゆう（専科）[1]
- 湖月わたる（専科）[1]

## 主な配役
「（）」は新人公演の配役。
- 岩崎彌太郎 - 轟悠（音月桂）[1][2]
- 高芝喜勢 - 月影瞳（紺野まひる）[1][2]
- 坂本竜馬 - 絵麻緒ゆう（天勢いづる）[1][2]
- 後藤象二郎 - 湖月わたる（蒼海拓）[1][2]
- 吉田東洋 - 萬あきら（麻愛めぐる）[1][2]
- 三野村利左衛門 - 成瀬こうき（玲有希）[1][2]
- 矢島彌太郎 - 朝海ひかる（聖れい）[1][2]
- ヒトミ - 愛耀子（山科愛）[1][2]
- 神宮寺 - 美郷真也（牧勢海）
- 川田小一郎 - 貴城けい（神月茜）
- 丸奴 - 紺野まひる（千咲毬愛）
- 武市半平太 - 立樹遥（真波そら）
- 小栗上野介 - 未来優希（宝塚：奏乃はると）
- 渋沢栄一 - 飛鳥裕（風美佳希）
- 井上馨 - 夕貴真緒（橘梨矢）
- 美和 - 灯奈美（花純風香）
- お竜 - 愛田芽久（麻樹ゆめみ）
- 大久保利通 - 悠なお輝（沢音和希）
- 桐野利秋 - すがた香（安城志紀）
- 沖田総司 - 蘭香レア（柊巴）
- お悠 - 山科愛（汐夏ゆりさ）
- グラヴァー - 天希かおり（貴船尚）
- アーネスト・サトウ - 天勢いづる（宙輝れいか）
- ジョン万次郎 - 風早優（水純花音）
- いね - 五峰亜季（舞坂ゆき子）
- 川上音二郎 - 音月桂（凰稀かなめ）
- 早乙女1 - 五峰亜季（麻夏せれな）
- 早乙女2 - 美穂圭子（森咲かぐや）
- 早乙女3 - 花彩ひとみ（神麗華）
- 早乙女4 - 有沙美帆（湖城ゆきの）